# Andrei Pavel
Andrei Pavel (* 27. Januar 1974 in Constanța) ist ein ehemaliger rumänischer Tennisspieler.

## Karriere
Pavel zog 1990 nach Deutschland und schloss sich im gleichen Jahr dem Profitennis an. Die ersten größeren Erfolge feierte er 1992 mit dem Gewinn des Juniorenturniers der French Open und dem Erreichen des Halbfinales beim Juniorenturnier von Wimbledon.
In seiner Karriere gewann Pavel drei Einzeltitel, 1998 in Tokio, 2000 in St. Pölten und 2001 das Kanada Masters in Montreal. Seine beste Platzierung in der Weltrangliste erreichte er im Oktober 2004 mit Rang 13.
Nach einer langen Verletzungspause schaffte er die Rückkehr auf die ATP Tour. Er trat 2009 bei den Australian Open an, musste allerdings gleich in der ersten Runde gegen Andy Murray verletzungsbedingt aufgeben. Im Anschluss daran erklärte er seine Karriere für beendet.
Pavel ist seit 19. August 1994 verheiratet, er lebt mit seiner Frau Simone und seinen beiden Kindern in Borgholzhausen.
Seit 2017 gehört Andrei Pavel zum Trainerstab von Simona Halep.

## Erfolge
| Legende (Anzahl der Siege)                           |
| Grand Slam                                           |
| Tennis Masters Cup ATP World Tour Finals             |
| ATP Masters Series ATP World Tour Masters 1000 (1)   |
| ATP International Series Gold ATP World Tour 500 (3) |
| ATP International Series ATP World Tour 250 (5)      |
| ATP Challenger Tour (9)                              |

| ATP-Titel nach Belag |
| Hartplatz (3)        |
| Sand (6)             |
| Rasen (0)            |

### Einzel

#### Turniersiege

##### ATP Tour
| Nr. | Datum          | Turnier    | Belag     | Finalgegner    | Ergebnis      |
| --- | -------------- | ---------- | --------- | -------------- | ------------- |
| 1.  | 13. April 1998 | Tokio      | Hartplatz | Byron Black    | 6:3, 6:4      |
| 2.  | 22. Mai 2000   | St. Pölten | Sand      | Andrew Ilie    | 7:5, 3:6, 6:2 |
| 3.  | 30. Juli 2001  | Montreal   | Hartplatz | Patrick Rafter | 7:6, 2:6, 6:3 |

##### Challenger Tour
| Nr. | Datum             | Turnier   | Belag     | Finalgegner    | Ergebnis |
| --- | ----------------- | --------- | --------- | -------------- | -------- |
| 1.  | 7. Juli 1996      | Montauban | Sand      | Stéphane Huet  | 6:4, 6:3 |
| 2.  | 4. Juli 1999      | Venedig   | Sand      | Sláva Doseděl  | 6:2, 6:0 |
| 3.  | 21. November 2004 | Dnipro    | Hartplatz | Karol Kučera   | kampflos |
| 4.  | 5. Dezember 2004  | Mauritius | Hartplatz | Lee Hyung-taik | 6:3, 6:1 |

#### Finalteilnahmen
| Nr. | Datum            | Turnier          | Belag       | Finalgegner       | Ergebnis        |
| --- | ---------------- | ---------------- | ----------- | ----------------- | --------------- |
| 1.  | 26. April 1999   | München (1)      | Sand        | Franco Squillari  | 4:6, 3:6        |
| 2.  | 14. Juni 1999    | ’s-Hertogenbosch | Rasen       | Patrick Rafter    | 6:3, 6:77, 4:6  |
| 3.  | 27. Oktober 2003 | Paris            | Teppich (i) | Tim Henman        | 2:6, 6:76, 6:72 |
| 4.  | 25. April 2005   | München (2)      | Sand        | David Nalbandian  | 4:6, 1:6        |
| 5.  | 22. Mai 2006     | Pörtschach       | Sand        | Nikolai Dawydenko | 0:6, 3:6        |
| 6.  | 23. Juli 2007    | Umag             | Sand        | Carlos Moyá       | 4:6, 2:6        |

### Doppel

#### Turniersiege

##### ATP Tour
| Nr. | Datum              | Turnier   | Belag     | Partner         | Finalgegner                            | Ergebnis         |
| --- | ------------------ | --------- | --------- | --------------- | -------------------------------------- | ---------------- |
| 1.  | 21. September 1998 | Bukarest  | Sand      | Gabriel Trifu   | George Cosac Dinu Pescariu             | 7:62, 7:64       |
| 2.  | 31. Juli 2005      | Kitzbühel | Sand      | Leoš Friedl     | Christophe Rochus Olivier Rochus       | 6:2, 6:75, 6:0   |
| 3.  | 15. Januar 2006    | Auckland  | Hartplatz | Rogier Wassen   | Simon Aspelin Todd Perry               | 6:3, 5:7, [10:4] |
| 4.  | 7. Mai 2006        | München   | Sand      | Alexander Waske | Alexander Peya Björn Phau              | 6:4, 6:2         |
| 5.  | 16. Juli 2006      | Gstaad    | Sand      | Jiří Novák      | Marco Chiudinelli Jean-Claude Scherrer | 6:3, 6:1         |
| 6.  | 29. April 2007     | Barcelona | Sand      | Alexander Waske | Rafael Nadal Bartolomé Salvá Vidal     | 6:3, 7:61        |

##### Challenger Tour
| Nr. | Datum              | Turnier      | Belag     | Partner        | Finalgegner                      | Ergebnis |
| --- | ------------------ | ------------ | --------- | -------------- | -------------------------------- | -------- |
| 1.  | 31. Juli 1994      | Prag         | Sand      | Alex Rădulescu | Eyal Ran Glenn Wilson            | 6:4, 6:2 |
| 2.  | 23. Juli 1995      | Scheveningen | Sand      | Eyal Ran       | Emilio Benfele Álvarez Pepe Imaz | 6:4, 6:4 |
| 3.  | 10. September 1995 | Prostějov    | Sand      | Glenn Wilson   | Jeff Belloli Jack Waite          | 7:5, 6:3 |
| 4.  | 19. September 1999 | Brașov       | Sand      | Gabriel Trifu  | George Cosac Dinu Pescariu       | 6:2, 6:2 |
| 5.  | 5. Dezember 2004   | Mauritius    | Hartplatz | Gabriel Trifu  | Jeff Coetzee Rik De Voest        | 6:3, 6:4 |

#### Finalteilnahmen
| Nr. | Datum              | Turnier        | Belag         | Partner         | Finalgegner                   | Ergebnis          |
| --- | ------------------ | -------------- | ------------- | --------------- | ----------------------------- | ----------------- |
| 1.  | 14. Februar 1999   | St. Petersburg | Teppich (i)   | Menno Oosting   | Jeff Tarango Daniel Vacek     | 6:3, 3:6, 5:7     |
| 2.  | 10. Januar 2005    | Doha           | Hartplatz     | Michail Juschny | Albert Costa Rafael Nadal     | 3:6, 6:4, 3:6     |
| 3.  | 18. September 2005 | Bukarest       | Sand          | Victor Hănescu  | José Acasuso Sebastián Prieto | 3:6, 6:4, 3:6     |
| 4.  | 25. Februar 2007   | Rotterdam      | Hartplatz (i) | Alexander Waske | Martin Damm Leander Paes      | 3:6, 7:65, [7:10] |
| 5.  | 23. Mai 2009       | Kitzbühel      | Sand          | Horia Tecău     | Marcelo Melo André Sá         | 7:69, 2:6, [7:10] |